# Manuele III del Congo
Manuel III (Manuel Martins Kiditu; 1872 – 1927) fu l'ultimo Manikongo del Regno del Congo, governando come vassallo dell'impero portoghese dal 1911 al 1914.

## Biografia
Figlio di Pedro VI del Congo, fu istruito nelle scuole portoghesi di Luanda e Huila. Nel 1893, fu assunto come paggio per Álvaro XIV del Congo, lavorando come interprete prima di stabilirsi a São Salvador nel 1909. La famiglia reale del Congo lo scelse come sovrano nel 1911, alla morte di Manuel Nkomba del Congo.
Il regno di Manuele sul territorio ridotto del regno fu terminato da una rivolta nel 1914, momento in cui i portoghesi abolirono il regno e assimilarono il territorio alla colonia dell'Angola. Nel 1915, anche Manuele III perse gran parte della sua pretesa al trono, poiché la famiglia reale riconobbe come sovrano Álvaro XV Afonso Nzinga. Morì di tubercolosi nel 1927.